# Schmid Rezső-díj
Schmid Rezső-díjat adományozhat az Eötvös Loránd Fizikai Társulat annak, aki az anyag szerkezetének kutatása területén kimagasló eredményt ért el.

## A díjazottak
- 1950 Hoffmann Tibor
- 1951 Marx György
- 1952 Haiman Ottó
- 1953 Szamosi Géza
- 1954 Mátrai Tibor
- 1955 Nagy Károly és Györgyi Géza
- 1956 Nagy János
- 1957 Szépfalusy Péter
- 1958 Gombay Lajos és Láng László
- 1959 Ketskeméty István
- 1960 Lovas István
- 1961 Sándor Tamás és Szabó János
- 1962 Lendvay Ödön és Varga Péter
- 1963 Kisdi Dávid és Pócsik György
- 1964 Szondy Tamás és Tompa Kálmán
- 1965 Bozóky György
- 1966 Bakos József és Csillag László
- 1967 Zawadowski Alfréd és Surányi Péter
- 1968 Nagy Tibor és Frenkel Andor
- 1969 Dézsi István és Schlenk Bálint
- 1970 Lovas Miklósné és Orient Ottó
- 1971 Kozma László
- 1972 Kluge Gyula
- 1973 Solt György
- 1974 Doleschall Pál
- 1975 Farkas Győző
- 1976 Rácz Béla
- 1977 Jánossy Mihály
- 1978 Borbély Imre
- 1979 Rózsa Károly
- 1980 Jancsó Gábor
- 1981 Révai János
- 1982 Vesztergombi György
- 1983 Richter Béla
- 1984 Nagy Elemér
- 1985 Polonyi János
- 1986 Sörlei Zsuzsa
- 1987 Varró Sándor
- 1988 Woynarovich Ferenc
- 1989 Szabó Gábor
- 1990 Nagy Sándor és Párkányi László
- 1991 Kamarás Katalin
- 1992 Fodor Zoltán
- 1993 Szentirmai Zsolt
- 1994 Tegze Miklós
- 1995 Radnóczi György
- 1996 Oszlányi Gábor
- 1997 Kürti Jenő
- 1998 Donkó Zoltán
- 1999 -
- 2000 -
- 2001 -
- 2002 Ódor Géza
- 2003 -
- 2004 -
- 2005 Bortel Gábor
- 2006 Borbély András
- 2007 -
- 2008 Gubicza Jenő
- 2009 Vankó György
- 2010 -
- 2011 Czigány Zsolt
- 2012 Lábár János
- 2013 -
- 2014 Pusztai László
- 2015 Geretovszky Zsolt
- 2016 -
- 2017 –
- 2018 Derzsi Aranka
- 2019 –
- 2020 Kutasi Kinga
- 2021 Koltai János
- 2022 Fábián Margit